# Castelnuovo di Porto
Castelnuovo di Porto – miejscowość i gmina we Włoszech, w regionie Lacjum, w prowincji Rzym.
Według danych na rok 2004 gminę zamieszkiwało 7181 osób, 239,4 os./km².